# Gustav Möller (regissör)
Gustav Möller, född 1988 i Göteborg, är en svensk filmregissör och manusförfattare.
Möller tog 2015 examen från Den Danske Filmskole i Köpenhamn. År 2019 långfilmsdebuterade han med Den skyldige som mottog god kritik och utsågs till Danmarks Oscarsbidrag 2019. Filmen utsågs till Bästa danska film Robertgalan och Möller utsågs även till Bästa regissör och delade priset Bästa originalmanuskript med Emil Nygaard Albertsen.